# Muara Mais Jambur
Muara Mais Jambur is een bestuurslaag in het regentschap Mandailing Natal van de provincie Noord-Sumatra, Indonesië. Muara Mais Jambur telt 884 inwoners (volkstelling 2010).